# إنريكي غونزاليس كاسين
إنريكي غونزاليس كاسين (بالإسبانية: Enrique González Casín)‏ (من مواليد 16 مايو 1990 في بلد الوليد) هو لاعب كرة قدم محترف إسباني، يلعب في نادي ريال بلد الوليد في مركز المهاجم.

## وصلات خارجية
- إنريكي غونزاليس كاسين على موقع قاعدة بيانات كرة القدم.إي يو (الإنجليزية)
- إنريكي غونزاليس كاسين على موقع Soccerbase.com (لاعب) (الإنجليزية)
- إنريكي غونزاليس كاسين على موقع Soccerway.com (الإنجليزية)
- إنريكي غونزاليس كاسين على موقع AS.com (الإسبانية)

- BDFutbol profile
- Futbolme profile (بالإسبانية)